# 弦楽四重奏曲第75番 (ハイドン)
弦楽四重奏曲第75番 ト長調 作品76-1, Hob. III:75 は、フランツ・ヨーゼフ・ハイドンが1797年に作曲した弦楽四重奏曲である。偽作（作品7）や編曲作品を除くと第60番であり、まとめて出版された『エルデーディ四重奏曲』（作品76）の全6曲中の1曲目であることから、『エルデーディ四重奏曲第1番』とも呼ばれる。また、日本ではまず呼ばれることはないが、第4楽章のコーダ部のユーモラスな曲調から、海外では『びっくり箱』（Jack-in-the-box）の愛称で呼ばれることもある。

## 構成
全4楽章、演奏時間は約20分。
- 第1楽章 アレグロ・コン・スピーリト
ト長調、2分の2拍子（アラ・ブレーヴェ）、ソナタ形式。
お使いのブラウザーでは、音声再生がサポートされていません。音声ファイルをダウンロードをお試しください。
冒頭で3つの和音に引き続いて提示される主題は各楽器に引き継がれ、あたかもフーガの出だしのようであるが、フーガではない。ハイドンならではのユーモアとも言える。

- 第2楽章 アダージョ・ソステヌート
ハ長調、4分の2拍子、ソナタ形式。
お使いのブラウザーでは、音声再生がサポートされていません。音声ファイルをダウンロードをお試しください。
晩年のハイドンに特徴的な静かな楽章であり、モーツァルトの『ジュピター交響曲』や、自身の『交響曲第99番 変ホ長調』（Hob. I:99）の緩徐楽章と比較される。

- 第3楽章 メヌエット：プレスト - トリオ
ト長調、4分の3拍子、三部形式。
お使いのブラウザーでは、音声再生がサポートされていません。音声ファイルをダウンロードをお試しください。
ハイドンはメヌエットと称しているが、実際にはスケルツォである[要出典]。ハイドンの手慣れた手法によるトリオを経て、主部に戻る。

- 第4楽章 フィナーレ：アレグロ・マ・ノン・トロッポ
ト短調 - ト長調、2分の2拍子（アラ・ブレーヴェ）、ソナタ形式。
お使いのブラウザーでは、音声再生がサポートされていません。音声ファイルをダウンロードをお試しください。
ユニゾンで短調の動機を提示したあと、細かく速い動きが特徴的に展開され、ト長調のコーダに至る。